# Eustrotia lilacina
Eustrotia lilacina är en fjärilsart som beskrevs av Butler. Eustrotia lilacina ingår i släktet Eustrotia och familjen nattflyn. Inga underarter finns listade i Catalogue of Life.